# Gaubitsch
Gaubitsch är en ort och kommun i Österrike. Den ligger i distriktet Mistelbach i förbundslandet Niederösterreich, 50 km norr om huvudstaden Wien. 
Kommunen består av tre orter (Ortschaften) (inom parentes invånarantal 1 januari 2024):
- Altenmarkt (188)
- Gaubitsch (405)
- Kleinbaumgarten (325)